# Беодра
Беодра је некадашње село, данас у саставу Новог Милошева у општини Нови Бечеј, Средњобанатски округ, Војводина, Србија.

## Име села и његов настанак
Према предању, назив потиче од имена неке властелинке "Белдоре". После ослобођења од Турака, село се звало Болдија, затим Бека и на крају Беодра (Немци су га звали Пеадра). Данас је административно спојено с Карловом (Драгутиново) у једно село – Ново Милошево, које носи назив по партизану првоборцу из Другог светског рата Милошу "Клими".

## Историја
Када је 1797. године пописан православни клир Темишварске епархије у Беодри су три православна свештеника. Пароси су, поп Тимотеј Јовановић (рукоп. 1754), поп Андреј Ковачев (1788) и капелан поп Леонтије Јовановић.

### Грофови Карачоњи
Беодрански спахија Ладислав Карачоњи је почетком јануара 1861. године наименован за жупана Торонталске жупаније. Карачоњи је тим поводом приредио пријем у дворцу, код великог ишпана, на којем су биле делегације из разних места и народа (Срба, Румуна, Мађара), међу којима и из Беодре. Искористили су пријем да затраже заштиту од свог земљака. Стари гроф Андор Карачоњи је живео у Будимпешти након Првог светског рата. Своје имање у Банату (Беодри) - земљу од 7.800 јутара, дворац са парком је поверио "Хрватско-славонској банци за колонизацију и парцелизацију" д.д. у Загребу. Та банка је међутим преварила наследнике грофове; уместо да ови зараде на толиком иметку након продаје ситних парцела, они су остали чак дужни 8. милиона динара. Због манипулација и превара ствар је завршила у суду. Оптужен је био 1929. године директор филијале те банке у Беодри, Иван Маршалек. Имање грофова Карачоњија сасвим је пропало; свело се тридесетих година 20. века на још неподељених 230 јутара и оронули дворац усред села.
У испражњеном дворцу је након Првог светског рата становао Рус избеглица, дугогодишњи и последњи председник руске Думе, Михаил Владимирович Родзјанко. Ту се скрасио угледни руски политичар са многољудном породицом; само од једног сина имао је 10 унучади. Био је он велики руски славенофил, добар говорник и честит као човек. Након смрти јануара 1924. године у Беодри пренето је о трошку југословенске владе, његово тело у Београд, по сопственој жељи, до евентуалног преноса у Русију, где је покопано на Новом гробљу.

### Друштвени живот
Беодра је током 19. века имала дозволу за три годишња вашара. Били су то термини: 6. мај, 8. септембар и 1. новембар.
"Гроб благочества" је песма коју је у "Светозору" (подлиску бечког "Световида") објавио 1855. године Е.П. Јовановић из Беодре. Сарадник новосадског "Школског листа", са својим преводима и стручним чланцима био је 1861. године, Милош Настасић беодрански дугогодишњи учитељ.
Беодра је лепа варошица сматрало се у другој половини 19. века. Једна награда за српске женске ручне радове, са одржана 1885. године земаљске изложбе у Будимпешти, додељена је Беодри.
Доктор Ђорђе Јоановић (1871-1932) лекар, научник, професор Медицинског факултета београдског Универзитета потиче из Беодре, мада је рођен у Бечу. У завичајној Беодри је након трагичне смрти уз велике почасти сахрањен. Током опела држаног у кући његовог брата Симеона Јоановића, певао је београдски академски певачки хор "Обилић". Грађена је 1933. године над његовим гробом капела Св. Ђорђа. По њему носи назив зрењанинска општа болница.
Фудбалски тим С.К. "Хајдук" из Беодре примљен је 1932. године у Југословенски ногометни савез.
При Државној народној школи у Беодри, отворено је дозволом Краљевске банске управе новембра 1939. године 6. и 7. одељење.

## Становништво и насеља
Почетком XVIII века, један број Срба граничара из бачког Потисја је с породицама илегално населио Акачу. Не може се са сигурношћу тврдити да је у историјско време пре досељавања Срба било неког другог сталног насеља у Беодранском атару. Насеље на Акачи се проширило и на Шимуђ и звало се Болдија. Имали су и цркву. У беодранском атару је постојало и насеље на Керектову. Сва ова насеља су била разбијеног типа, једино је на Акачи постојао ред кућа "као сокак".
Године 1722. је становништво Болдије, Керектова, Мортове (атар Падеја) и Пречке (атар Карлова) насељено у Беодру. Скоро све Српско становништво је дошло овамо из потиског дела Потиско-поморишке границе, нарочито из Пивница, Аде, Мола, и других оближњих места. Године 1758. у Беодру се из Пивница доселило 22 породице предвођене свештеником Димитријем. Најстарије српске матичне књиге су из половине XVIII века. Аустријски царски ревизор Ерлер је 1774. године констатовао да место припада Бечкеречком округу и дистрикту. Ту се налази поштанска камбијатура а становништво је српско.
Предање памти да је са Србима на Акачи, Шимуђу и Керестову живео и мањи број Мађара, који су са Србима прешли у Беодру и живели помешано и они су се изгледа утопили у Србе, јер предање села памти да "пре доласка није било Мађара у Беодри". Прве Мађаре је довео спахија Богдан Карачоњи, после 172. године. Међу Мађаре се асимиловао и један број Срба, који су били спахијски бирови (службеници), примивши римокатоличку веру да не би изгубили службу.
Беодрани нису пресељени с Акаче и Керектова добровољно. Насељавање Беодре је почело најпре око главног друма, на паравцу Нови Бечеј – Кикинда, где се формирао "велики сокак". Најпре је Беодра била мало насеље на данашњем њеном југозападном делу.
Пре насељавања Беодре, становници Болдије и Керектова су се сахрањивали на акачком гробљу, на Чоту. Ново гробље је одређено на северној граници села (данашњи центар села), а касније је и треће. Сва та гробља данас више не постоје, последња два су измештена 1876—1878. године на источну страну Беодре, јер се насеље ширило према северу.
Православци у Беодри, кретање становништва током 19. века: 1828. године било их је 1802; 1851. - 1808; 1860. - 2100; 1878. - 1985; 1891. - 1984 становника. По појединим годинама: 1880. године - родило се 112, умрло 70 душа, а венчало 17 парова; 1885. - рођено 123, умрло 97, венчало 15 парова; 1893. - 117 рођено, 88 умрло и 17 венчало. Губитак у људству од 116 душа, у периоду 1860-1891. године био је до тада ненадокнадив.
Поред Срба и Мађара, у Беодру су се досељавали и други, пре свега Јевреји, Немци (организовано, довео их је спахија Карачоњи 1795, 1797 и 1805. године) и Цигани. После комунистичке револуције у Русији је у Беодру дошло и нешто Руса. Јеврејско становништво је уништено у Другом светском рату, а Немци су исељени после тог рата. Током XX века се број Рома веома увећао. Беодрански Цигани су углавном православне вере и највећим делом су се развили од фамилије Стојков.

## Верске заједнице и њихови објекти

### Православна црква
Прва православна Црква се налазила на Акачи. Насељавањем Беодре, напуштена је, па је подигнута нова, у Беодри. Вероватно је најпре била од набоја или плетера, а 1950. године је подигнута нова, од пресне цигле. Ова црквица је подигнута на самом северном рубу села, иза које се простирало гробље. Црква је била у склопу спахијског дворишта, са посебном капијом. Та је Црква напуштена и порушена, а на њеном месту је подигнута мала капела са олтаром и костурницама неколико беодранских фамилија. Ова капла је порушена после Другог светског рата.
Нова, већа православна црква је подигнута 1872 – 1874. године средствима православне општине. Иконостас у овој Цркви је пренет из старе цркве, чији је аутор непознат и допуњен је "горњим бојем" који је рад уметника Теодора Поповића из Бечкерека. Особитост иконостаса беодранске цркве, коју дели још са црквом у Ечки (данашња румунска црква), је изображење медаљона с иконама хришћанских моралних врлина, преузетих из Итике јерополитике, моралистичког списа популарног у XVIII веку.
Све православне беодранске цркве су биле посвећене Св. Архиђакону Стефану, којег православна Беодра слави као храмовну славу одувек. По предању, потомци Узун Петра Радановог из Бијељине су били у турској тамници и молили се за слободу свецима редом, па су се врата тамнице отворила кад су се помолили Св. Стефану. Они су избегли прво у Пивнице, а затим су се њихови потомци доселили на Акачу, па у Беодру, доневши са собом један јако стари крст са грчким словима, на коме је изрезбарено 12 празника.

### Римокатоличка црква
Иако је римокатолика у селу било знатно раније, римокатоличка парохија је овде основана тек 1796. године, годину дана пошто је спахија Карачоњи населио прве Немце у Беодру. Прву цркву, посвећену Св. Марији Магдалини је подигао спахија Богдан Карачоњи од черпића. Његови потомци, Ласло и Лајош Карачоњи су 1838. године подигли темеље на којима је 1841. године изграђена велелепна римокатоличка црква. Освећена је 1842. године. Црква има два торња, према узору на сакралну архитектуру мађарске из доба Св. Краља Стефана I Арпадовића, а беодрани су приписали ову необичност извесном архитектонском антагонизму својих спахија.
Главни олтар Цркве је израдио бечки мајстор Рајсингер, а уметничку столарију Фогароши Јанош. Све радове на црккви, унутра и око ње је обавила фамилија Карачоњи. Чак је грофица Ирма Карачоњи својеручно везла гоблен богородице с Исусом 1892. године. Прве оргуље су 1859. године замењене оргуљама које је израдио мајстор Фазекаш Јанош.
У крипти цркве је спомен костурница Карачоњијевих.
После Првог светског рата, изливена су нова звона за римокатоличку цркву у Беодри, у чему је прилогом учествовало неколико православних домаћина. Беодрански Римокатолици су са православним комшијама били традиционално у одличним односима, о чему сведочи и заједнички портрет римокатоличког и православног свештеника Боћан Јаноша и Аксентија Јовановића из XIX века. Овај портрет у уњу и икона "Спаситељев нерукотворени образ" (дар православног пароха А. Јовановића свом колеи Боћан Јаношу), и данас се чувају у римокатоличкој парохијској згради.
Јеврејска заједница је у Беодри веома напредовала током XIX века, кад је формирана њихова општина и подигли су синагогу коју је фашистички окупатор срушио током Другог светског рата. Посмртни остаци беодранских јевреја су са јеврејског гробља у Беодри осамдесетих година XX века измештени на Зрењанинско јеврејско гробље.

## Архитектура
Нањељавање Беодре је вршено по основи пута Нови Бечеј – Кикинда, где је најпре формиран Велики сокак. Насељавањем Беодре је становништво напустило неколико насеља разбијеног типа и формирало ушорено насеље панонског типа, према прописима које је спроводио гроф Рајмунд Флоримунд Мерси у доба просвећеног апсолутизма ћесара Јосифа II хабзбуршког. Тада је установљена и грунтовна подела земље у атару.
Куће су најпре подизане од набоја "на дуж" и у Беодри је било веома мало кућа "на лакат". Грађевинска страст грофовске фамилије Карачоњи је утицала на то да локална особеност постане употреба декоративне пластике. На улазу у оба спахијска дворца, римокатоличку и православну цркву у Беодри, као и у Карловачкој цркви, током XIX века су се налазили коринтски капители, који су се до данас одржали само на Карловачкој цркви. Декоративна употреба фигуралног мотива девојачке главе на фасадама кућа у Беодри (народ их зове "мађарице") је друга локална специфичност беодранске архитектуре.

## Галерија
- Католичка Црква Марије Магдалене
- Срушени дворац
- Некадашњи житни магадин, данас музеј
- Статуа ''Лав чувар грба породице Карачоњи'' у дворишту музеја
- Некадашњи житни магадин, данас музеј
- Унутрашњост католичке цркве
- Православна Црква Св. Арх. Стефана
- Некадашњи житни магадин, данас музеј
- Некадашњи житни магадин, данас музеј
- Дворац Карачоњи
- Балкон у дворцу
- гробница породице Карачоњи
- Ентеријер дворца
- Ентеријер дворца
- Ентеријер дворца
- Музејска поставка
- Западна фасада
- Ентеријер дворца
- Некадашњи житни магадин, данас музеј
- Некадашњи житни магадин, данас музеј
- Унутрашњост Православне Цркве